# Agnosia
Agnosia (del griego ἀγνωσία: «desconocimiento») es la incapacidad de procesar la información sensorial. El término agnosia fue usado por primera vez por Sigmund Freud en 1891. Se conoce como la incapacidad para reconocer objetos, personas, sonidos, olores o tamaños mientras que el sentido en sí no falla y tampoco hay una pérdida de memoria. La agnosia se asocia con daños cerebrales o enfermedades neurológicas, en particular con el daño en la frontera occipitotemporal, que es parte de la corriente ventral.

## Tipos de agnosia

### Según la etapa perceptiva
Elaborada por Lissauer (1890), es aplicable casi exclusivamente a las agnosias visuales. Su mérito se basa en concebir el reconocimiento en dos aspectos, uno meramente perceptivo, y el otro de asociación de la percepción con preceptos previamente almacenados. Según esto, la agnosia se puede dividir en:
| Akinetopsia                | También conocida como akinetopsia cerebral, esto se asocia con la incapacidad de percibir el movimiento visual. Una causa de la akinetopsia cerebral son las lesiones fuera de la corteza estriada. |
| Anosognosia                | Esta es la incapacidad de obtener retroalimentación sobre la propia condición y puede confundirse con la falta de comprensión, pero es causada por problemas en los mecanismos de retroalimentación en el cerebro. Es causada por un daño neurológico y puede ocurrir en relación con una serie de alteraciones neurológicas, pero es más comúnmente referida en casos de parálisis después de un accidente cerebrovascular. Las personas con anosognosia con discapacidades múltiples pueden incluso ser conscientes de algunas de sus discapacidades pero completamente incapaces de percibir otras.                                           |
| Agnosia visual aperceptiva | Los pacientes no pueden distinguir las formas visuales y, por lo tanto, tienen problemas para reconocer, copiar o discriminar entre diferentes estímulos visuales. A diferencia de los pacientes que sufren de agnosia asociativa, aquellos con agnosia aperceptiva no pueden copiar imágenes. |
| Agnosia visual asociativa  | Los pacientes logran describir escenas visuales y clases de objetos, pero aún no los reconocen. Pueden, por ejemplo, saber que un tenedor es algo con lo que comes, pero pueden cometer el error de confundirlo con una cuchara. Los pacientes que sufren de agnosia asociativa todavía pueden reproducir una imagen a través de lo antes visto o revisado. |
| Astereognosis              | También conocida como agnosia somatosensorial, está conectada al sentido táctil, es decir, al tacto. Al paciente le resulta difícil reconocer los objetos al tacto en función de su textura, tamaño y peso. Sin embargo, pueden describirlo verbalmente o reconocer el mismo tipo de objetos a partir de imágenes o dibujar imágenes de ellos. Se piensa que está conectado a lesiones o daños en la corteza somatosensorial. |
| Agnosia auditiva           | La agnosia auditiva ha sido reconocida desde 1877. Con la agnosia auditiva, hay dificultades para distinguir las señales auditivas ambientales y no verbales, incluida la dificultad para distinguir los sonidos del habla que no son del habla, aunque la audición suele ser normal. Hay dos tipos de agnosia auditiva: semántica asociativa y agnosia discriminativa. La agnosia asociativa semántica se asocia con lesiones en el hemisferio izquierdo, mientras que la agnosia discriminativa se asocia con lesiones en el hemisferio derecho.                                                                                               |
| Agnosia verbal auditiva    | También conocido como sordera pura (PWD). Esto se presenta como una forma de significado 'sordera' en la que la audición está intacta pero hay una dificultad significativa para reconocer las palabras habladas como semánticamente significativas. |
| Autotopagnosia             | Se asocia con la incapacidad de orientar partes del cuerpo y, a menudo, es causada por una lesión en la parte parietal de las radiaciones tálamicas posteriores. |
| Acromatopsia cerebral      | Dificultad para percibir colores en los que el mundo puede parecer gris o en tonos de gris. La acromatopsia cerebral es causada por daño neurológico. Hay dos regiones del cerebro que se especializan en el reconocimiento de color, las áreas V4 y V8. Si hay una lesión unilateral en el área V4, una pérdida de percepción del color en solo la mitad del campo visual puede resultar conocida como hemiacromatopsia. Similar, pero distinta, es la agnosia de color, que implica tener dificultades para reconocer los colores, mientras que aún se pueden percibir como medidos por una tarea de clasificación o clasificación de colores. |
| Sordera cortical           | Está referido hacia las personas que no logran percibir ninguna información auditiva, pero su audición está intacta. |
| Agnosia ambiental          | Es la incapacidad de ubicar una habitación o edificio específico con el que uno está familiarizado, así como la incapacidad de proporcionar instrucciones sobre cómo llegar a un lugar determinado. Estas personas experimentan dificultades con las rutas de aprendizaje. Esta forma de agnosia a menudo se asocia con lesiones en las regiones bilaterales o posteriores del hemisferio derecho. También se asocia con la prosopagnosia y la enfermedad de Parkinson. |
| Agnosia digital            | Es la incapacidad de distinguir los dedos en la mano. Está presente en las lesiones del lóbulo parietal dominante y es un componente del síndrome de Gerstmann. |
| Agnosia                    | Los pacientes perciben sólo partes de detalles, no todo el objeto. |
| Agnosia integradora        | Por lo general, un paciente tiene una forma de agnosia asociativa o agnosia aperceptiva. Sin embargo, en el caso de la agnosia integrativa, un paciente se encuentra entre una forma de agnosia asociativa y aperceptiva. Aquí es donde uno tiene la capacidad de reconocer elementos de algo, sin embargo, ser incapaz de integrar estos elementos en conjuntos perceptivos comprensibles. |
| Agnosia dolorosa           | También conocida como analgesia,ésta es la dificultad para percibir y procesar el dolor; Pensado para apuntalar algunas formas de autolesión. |
| Fonagnosia                 | Es la incapacidad de reconocer voces familiares, aunque el oyente puede entender las palabras utilizadas. |
| Prosopagnosia              | También conocida como ceguera facial y agnosia facial: los pacientes no pueden reconocer conscientemente las caras familiares, a veces incluso las propias. Esto se percibe a menudo como una incapacidad para recordar nombres. |
| Alexia pura                | Incapacidad para reconocer textos. Los pacientes con alexia pura a menudo tienen daño en su cuerpo calloso, así como daño en las áreas de asociación visual izquierda. En la alexia pura se implica no poder leer material impreso, pero estas personas aún tienen la capacidad de escribir. Los individuos con alexia pura usualmente leen palabras letra por letra. Sin embargo, los individuos con alexia pura muestran un efecto de frecuencia. Son capaces de leer palabras de alta frecuencia mejor y más rápido que pueden leer palabras de baja frecuencia.                                                                              |
| Agnosia semántica          | Aquellos con esta forma de agnosia son efectivamente "ciegos a los objetos" hasta que usan sistemas sensoriales no visuales para reconocer el objeto. Por ejemplo, sentir, tocar, oler, balancear o mover el objeto puede provocar la realización de su semántica (significado) |
| Agnosia socioemocional     | En ocasiones denominada agnosia expresiva, esta es una forma de agnosia en la que la persona no puede percibir la expresión facial, el lenguaje corporal y la entonación, lo que hace que no puedan percibir las emociones de las personas de forma no verbal y limita ese aspecto de la interacción social. |
| Simultagnosia              | La incapacidad para procesar la entrada visual en su conjunto. La persona, en cambio, procesa caras, cuerpos, objetos, habitaciones, lugares, imágenes poco a poco. Al mirar una imagen, pueden describir las partes de la imagen, pero tienen dificultades para comprender la imagen en su conjunto. La simultagnosia ocurre en el síndrome de Bálint , pero también puede ocurrir en una lesión cerebral. Esta condición también se puede describir al ver sólo un objeto a la vez. Un ejemplo es tener dos tazas en su campo visual y solo poder ver una a la vez.                                                                            |
| Agnosia táctil             | Incapacidad para reconocer o identificar objetos con solo tocar. |
| Agnosia de tiempo          | Es la falta de comprensión y seguimiento de la duración de un evento. |
| Desorientación topográfica | También conocida como agnosia topográfica, esta es una forma de agnosia visual en la cual una persona no puede confiar en las señales visuales para guiarlas direccionalmente debido a la incapacidad de reconocer objetos. Sin embargo, aún pueden tener una excelente capacidad para describir el diseño visual del mismo lugar. Los pacientes con agnosia topográfica tienen la capacidad de leer mapas, pero se pierden en ambientes familiares. |
| Disgnosia visuoespacial    | Esto es una pérdida del sentido de "ubicación" en la relación de uno mismo con el entorno de uno mismo y en la relación de los objetos entre sí. Puede incluir apraxia de construcción, desorientación topográfica, ataxia óptica, apraxia ocular motora, apraxia de apósito y confusión derecha-izquierda. |
| Agnosia visual             | La agnosia visual está asociada con daños en el lóbulo occipital y temporal izquierdos. Muchos tipos de agnosias visuales involucran la incapacidad de reconocer objetos. |

### Según la modalidad
Otra clasificación se basa en el tipo de elemento no reconocido: 
Agnosia visual
La agnosia visual es una categoría amplia que se refiere a una deficiencia en la capacidad de reconocer objetos visuales. La agnosia visual puede subdividirse aún más en dos subtipos diferentes: agnosia visual aperceptiva y agnosia visual asociativa. 
Las personas con agnosia visual aperceptiva muestran la capacidad de ver contornos  cuando se muestra un objeto, pero experimentan dificultades si se les pide que categoricen los objetos. La agnosia visual adecuada se asocia con daño a un hemisferio, específicamente daño a las secciones posteriores del hemisferio derecho. 
En contraste, las personas con agnosia visual asociativa experimentan dificultades cuando se les pide que nombren objetos. La agnosia asociativa se asocia con daños en los hemisferios derecho e izquierdo en el borde occipitotemporal.  Una forma específica de agnosia visual asociativa se conoce como prosopagnosia. La prosopagnosia es la incapacidad de reconocer caras. Por ejemplo, estas personas tienen dificultades para reconocer a amigos, familiares y compañeros de trabajo.  Sin embargo, las personas con prosopagnosia pueden reconocer todos los demás tipos de estímulos visuales.
- Prosopagnosia
- Agnosia cromática
- Simultagnosia
- Cinetoagnosia
- Alexia o agnosia para las palabras

Agnosia verbal
La Agnosia verbal, o agnosia verbal auditiva, se refiere a “la incapacidad de comprender palabras a pesar de que su capacidad para leer, hablar y escribir se mantiene intacta”. Los pacientes reportan que si escuchan los sonidos que se producen, pero esos sonidos son irreconocibles o no los pueden interpretar.
Examinador: "¿Qué comiste para el desayuno?"
Paciente: "Desayuno, desayuno, me suena familiar pero no sé a lo que se refiere". (Obler & Gjerlow, 1999:45)
A pesar de la incapacidad para procesar lo que el hablante dice, se reporta que algunos pacientes reconocen ciertas características sobre la voz del hablante (como por ejemplo que es un hombre o una mujer).

## Causas
La agnosia puede deberse a accidentes cerebrovasculares, demencia u otros trastornos neurológicos. También puede ser inducido por un traumatismo o por una lesión en la cabeza, una infección cerebral o hereditaria. Además, algunas formas de agnosia pueden ser el resultado de trastornos del desarrollo. El daño que causa la agnosia generalmente ocurre en los lóbulos occipital o parietal del cerebro. Aunque en  modalidades, se podrán ver afectadas  las habilidades cognitivas, mientras que  en otras áreas se conservan. 
Los pacientes que experimentan una recuperación dramática de la ceguera experimentan una agnosia significativa a total. 
El efecto del daño en el surco temporal superior es consistente con varios tipos de deficiencias neurolingüísticas, y algunos afirman que la agnosia es uno de ellos. El surco temporal superior es vital para la comprensión del habla porque la región está muy involucrada con la interfaz léxica. Según el modelo TRACE II de 1985, la interfaz léxica asocia ondas sonoras (fonemas) con características morfológicas para producir palabras significativas. Este proceso de asociación se logra mediante la inhibición / excitación lateral de ciertas palabras dentro del léxico (vocabulario) de un individuo. [24] Por ejemplo, si un experimentador dijera DOG en voz alta, la expresión se activaría e inhibiría varias palabras dentro de la interfaz léxica de los sujetos:
DOG activa 3, e inhibe 0 letras en DOG. - +3
DOG activa 2, e inhibe 1 letras en FOG. - +2
DOG activa 1, e inhibe 2 letras en DAN. - +1
La consistencia de este modelo con respecto a la agnosia se demuestra por la evidencia de que las lesiones bilaterales del surco temporal superior producen "sordera total" (Kussmaul, 1877), o como se entiende hoy en día: agnosia del habla. Los pacientes con sordera con palabras puras demuestran la incapacidad de reconocer y procesar los sonidos del habla con un procesamiento auditivo normal para los sonidos que no son del habla por debajo del nivel de la corteza. 
Diagnóstico
Para evaluar la agnosia de un individuo, debe verificarse que el individuo no esté sufriendo una pérdida de sensibilidad, y que tanto su capacidad de lenguaje como su inteligencia estén intactas. Para que un individuo sea diagnosticado con agnosia, solo debe estar experimentando un déficit sensorial en una modalidad única. Para hacer un diagnóstico, se debe hacer la distinción entre agnosia aperceptiva y asociativa. Esta distinción se puede obtener haciendo que el individuo complete las tareas de copia y comparación. Si el individuo sufre de una forma de agnosia aperceptiva, no podrá igualar dos estímulos que son idénticos en apariencia. En contraste, si un individuo sufre de una forma de agnosia asociativa, no será capaz de igualar diferentes ejemplos de un estímulo. Por ejemplo, una persona que ha sido diagnosticada con agnosia asociativa en la modalidad visual no podría hacer coincidir las imágenes de una computadora portátil que está abierta con una computadora portátil que está cerrada.
Alexia pura.
Las personas con alexia pura suelen tener dificultades para leer palabras y dificultades para identificar las letras. Para evaluar si una persona tiene alexia pura, se deben realizar pruebas de reconocimiento. Un individuo con alexia pura debe poder copiar un conjunto de palabras y debe poder reconocer letras. 
Prosopagnosia
A los individuos comúnmente se les muestra fotos de caras humanas que les podrían parecer familiares, tales como actores famosos, cantantes, políticos o miembros familiares. Las fotos que se les enseña a los pacientes están selectas para ser apropiadas para su edad y cultura. La tarea involucra al examinador haciéndole preguntas al individuo que no puede reconocer cada cara. Si el individuo no puede nombrar de quien es la cara que aparece en la foto, el examinador puede hacer una pregunta que podría ayudarlo a reconocer la cara en la foto.
Agnosia auditiva
- Agnosia auditiva verbal,o afasia de wernicke tipo I
- Agnosia auditiva no verbal
- Amusia receptiva

Agnosia tactíl
- Asteroagnosia

Agnosia gustativa
Agnosia olfativa
Agnosia espacial
- Agnosia topográfica. Incapacidad para orientarse.

Agnosias corporales
- Asomatoagnosia
- Hemiasomatognosia
- Misoplejía
- Somatoparafrenia
- Autotopognosia
- Analgoagnosia  o asimbolia al dolor

El término agnosia hace referencia a "ausencia de reconocimiento". Se trata de la incapacidad para llevar a cabo un reconocimiento integral aunque el recuerdo exista en alguna modalidad sensorial o categoría conceptual aisladas. 
El agnóstico identifica las propiedades (visuales, táctiles o auditivas) pero luego no lo reconoce como tal. 
Suele suceder solo en una modalidad sensorial (el agnósico es capaz de reconocer al tacto que tiene un libro en sus manos pero no ocurre lo mismo al verlo). 
Existen distintos tipos de agnosia:
- Agnosias visuales: Son incapaces de reconocer los objetos que se les presentan en la modalidad visual. Por ejemplo, no son capaces de decir que es una "mesa" pero relatan que están viendo un tablón de madera que se sustenta sobre 4 palos, por ejemplo. El cerebro no sabe interpretar lo que ven los ojos del paciente. Existe la denominada simultagnosia, en el que el paciente es capaz de reconocer los objetos de forma aislada pero es incapaz de ponerlos en relación. Por ejemplo, puede ver a una mujer extendiendo un mantel sobre una mesa, pero no identifica esa acción como "poner la mesa".

- Agnosias táctiles: Incapacidad de reconocer objetos por el tacto, a pesar de no existir ningún déficit o anomalía sensoperceptiva (también agnosia táctil, estereognosia o asterognosia).

- Agnosias auditivas: Incapacidad para entender el lenguaje normal (sordera verbal) o reconocer una serie de sonidos con música (amusia sensorial), a pesar de no existir ningún déficit o anomalía sensoperceptiva.

- Agnosias motoras: Dificultad para recordar o memorizar esquemas motores (también se conocen como apraxias).

- Agnosias corporales: Incapacidad para identificar o reconocer la totalidad del propio cuerpo (somatognosia), la mitad lateral (hemisomatognosia) o sólo una parte del cuerpo (autopagnosia).

## Etiología
La agnosia es el resultado de una lesión en el cerebro, concretamente en las áreas receptoras secundarias situadas en el tálamo. Esta lesión puede deberse a un traumatismo craneoencefálico, accidente cerebrovascular (ictus), demencia, intoxicación por monóxido de carbono u otros desórdenes neurológicos.[cita requerida]

## Tratamiento
No existe una cura directa para la agnosia. Los pacientes pueden mejorar si la información se les presenta en otras modalidades que la dañada. Diferentes tipos de terapias pueden ayudar a revertir los efectos de la agnosia. En algunos casos, la terapia ocupacional o la terapia del habla pueden mejorar la agnosia, dependiendo de su causa.
Inicialmente, muchos individuos con una forma de agnosia desconocen hasta qué punto tienen un déficit perceptivo o de reconocimiento. Esto puede ser causado por anosognosia, que es la falta de conciencia de un déficit. Esta falta de conciencia generalmente conduce a una forma de negación y resistencia a cualquier forma de ayuda o tratamiento. Hay varios métodos que se pueden usar que pueden ayudar al individuo a reconocer el deterioro en la percepción o el reconocimiento que pueden tener. A un paciente se le puede presentar un estímulo a la modalidad deteriorada solo para ayudar a aumentar su conciencia de su déficit.
Alternativamente, una tarea puede dividirse en sus partes componentes para que el individuo pueda ver cada parte del problema causado por el déficit. Una vez que el individuo reconoce su déficit de percepción o reconocimiento, se puede recomendar algún tratamiento.
Existen varias formas de tratamientos, como estrategias compensatorias con modalidades alternativas, estrategias verbales, señales alternativas y estrategias organizativas.